# Versailles World Tour 2010 "Method of Inheritance"
Versailles World Tour 2010 „Method of Inheritance” – pierwsza światowa trasa koncertowa zespołu Versailles odbyta w celu promowania drugiego albumu Jubilee. Trasa trwała od 28 lutego do 4 września 2010 roku, objęła głównie Japonię, kraje Ameryki Łacińskiej i Europę. Trasa zgromadziła ponad 20 000 fanów i zakończyła się koncertem w C.C. Lemon Hall w Tokio „Method of Inheritance” -GRAND FINAL- CHATEAU DE VERSAILLES.

## Etapy
- 28/02/2010 – 04/04/2010: „Method of Inheritance” -APOSTLES- (Japonia, 12 koncertów)
- 18/04/2010 – 30/04/2010: „Method of Inheritance” -JUBILEE- (Japonia, 2 koncerty)
- 04/06/2010 – 13/06/2010: „Method of Inheritance” -Latin America- (Ameryka Łacińska, 5 koncertów)
- 26/06/2010 – 13/07/2010: „Method of Inheritance” -Europe- (Europa, 11 koncertów)
- 19/07/2010 – 27/08/2010: „Method of Inheritance” -Arousal- (Japonia, 6 koncertów)
- 04/09/2010: „Method of Inheritance” -GRAND FINAL- CHATEAU DE VERSAILLES (Japonia, 1 koncert)

## Harmonogram
| Data             | Miasto       | Kraj            | Obiekt                  |
| ---------------- | ------------ | --------------- | ----------------------- |
| Japonia          |              |                 |                         |
| 28 lutego 2010   | Jokohama     | Japonia         | Sunphonix Hall          |
| 5 marca 2010     | Nagoja       | Japonia         | Bottom Line             |
| 7 marca 2010     | Okayama      | Japonia         | Image                   |
| 9 marca 2010     | Kobe         | Japonia         | Varit.                  |
| 11 marca 2010    | Matsuyama    | Japonia         | Salon Kitty             |
| 13 marca 2010    | Fukuoka      | Japonia         | DRUM-BE1                |
| 14 marca 2010    | Kagoshima    | Japonia         | Sr Hall                 |
| 16 marca 2010    | Kioto        | Japonia         | Muse                    |
| 21 marca 2010    | Niigata      | Japonia         | Club Riverst            |
| 22 marca 2010    | Kanazawa     | Japonia         | VanVan V4               |
| 2 kwietnia 2010  | Sendai       | Japonia         | Darwin                  |
| 4 kwietnia 2010  | Sapporo      | Japonia         | Kraps Hall              |
| 18 kwietnia 2010 | Osaka        | Japonia         | Midou Kaikan            |
| 30 kwietnia 2010 | Tokio        | Japonia         | JCB Hall                |
| Ameryka Łacińska |              |                 |                         |
| 4 czerwca 2010   | São Paulo    | Brazylia        | Espaço de Eventos Hakka |
| 6 czerwca 2010   | Santiago     | Chile           | Teatro Teletón          |
| 9 czerwca 2010   | Buenos Aires | Argentyna       | La Trastienda           |
| 11 czerwca 2010  | Lima         | Peru            | Discoteca Voce          |
| 13 czerwca 2010  | Meksyk       | Meksyk          | Circo Volador           |
| Europa           |              |                 |                         |
| 26 czerwca 2010  | Oslo         | Norwegia        | Kongressenter           |
| 27 czerwca 2010  | Moskwa       | Rosja           | Tochka                  |
| 29 czerwca 2010  | Helsinki     | Finlandia       | Tavastia Klubi          |
| 30 czerwca 2010  | Islington    | Wielka Brytania | O2 Academy              |
| 2 lipca 2010     | Barcelona    | Hiszpania       | Sala Apolo              |
| 3 lipca 2010     | Montpellier  | Francja         | Le Rockstore            |
| 6 lipca 2010     | Amsterdam    | Holandia        | Bitterzoet              |
| 7 lipca 2010     | Cologne      | Niemcy          | The Werkstatt           |
| 9 lipca 2010     | Hamburg      | Niemcy          | Knust                   |
| 11 lipca 2010    | Budapeszt    | Węgry           | Diesel Club             |
| 13 lipca 2010    | Paryż        | Francja         | Trabendo                |
| Japonia          |              |                 |                         |
| 19 lipca 2010    | Kawasaki     | Japonia         | CLUB CITTA              |
| 10 sierpnia 2010 | Nagoja       | Japonia         | Bottom Line             |
| 13 sierpnia 2010 | Fukuoka      | Japonia         | DRUM-BE1                |
| 19 sierpnia 2010 | Osaka        | Japonia         | BIG CAT                 |
| 22 sierpnia 2010 | Sendai       | Japonia         | Darwin                  |
| 27 sierpnia 2010 | Sapporo      | Japonia         | cube garden             |
| 4 września 2010  | Tokio        | Japonia         | Shibuya C.C. Lemon Hall |